# Павел Афанасьевич Фамусов

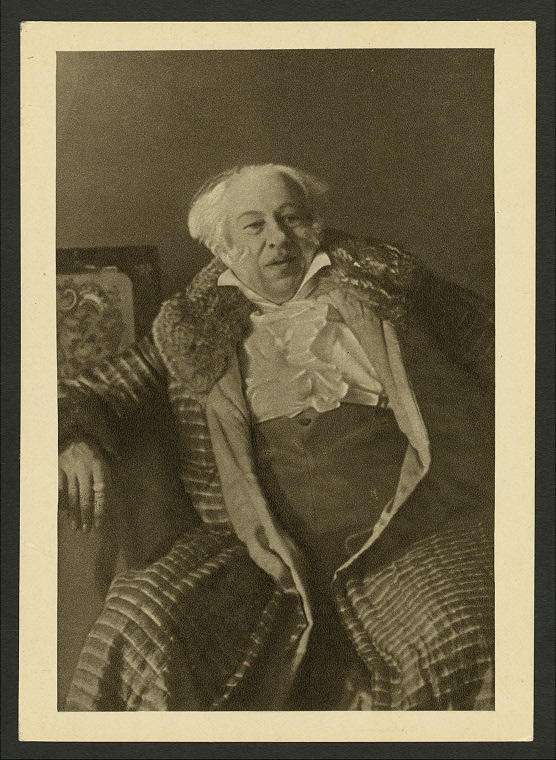
Константин Станиславский в роли Фамусова

Па́вел Афана́сьевич Фа́мусов — один из ключевых персонажей стихотворной комедии Александра Грибоедова «Горе от ума».

## Персонаж
Московский дворянин средней руки. Служит управляющим в неназванном казённом месте, где выслужился достаточно быстро. Был женат, но жена умерла вскоре после родов, оставив супругу единственную дочь Софью.
Сам себя характеризует следующим образом:

Однако бодр и свеж, и дожил до седин,

Свободен, вдов, себе я господин…

Монашеским известен поведеньем!.. 
Однако окружающие несколько иначе представляют себе Фамусова. Дочь Софья так отзывается о родителе: «Брюзглив, неугомонен, скор». Да и его навязчивые домогательства Лизы свидетельствуют о том, насколько «монашеским» является его поведение.
Принят в обществе, мнением которого весьма дорожит.
Воспитанием дочери практически не занимался, удовлетворившись тем, что оплачивал няньку-француженку. И теперь, когда дочь выросла и речь заходит о возможном замужестве, весьма недоволен тем, какой груз ответственности внезапно ложится на его плечи:

Что за комиссия, Создатель,

Быть взрослой дочери отцом!
В доме Фамусова проживают сам Павел Афанасьевич, его дочь Софья со служанкой Лизой, секретарь Алексей Молчалин и множество слуг. Именно этот дом является местом действия всей комедии, его обстановка также играет немаловажную роль.

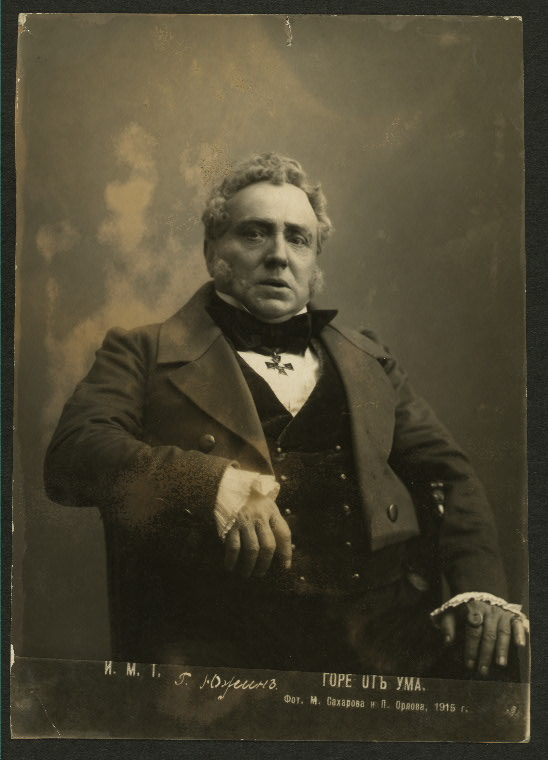
Александр Южин в роли Фамусова
(1915 г.)

Фамусов человек не злой. Именно благодаря его покровительству в доме оказывается Молчалин, впрочем, не забывает он при случае и напомнить последнему о том, кого следует благодарить:

Безродного пригрел и ввел в мое семейство,

Дал чин асессора и взял в секретари;

В Москву переведен через мое содейство;

И будь не я, коптел бы ты в Твери.
Несмотря на то, что, как и подобает дворянину, он находится на государственной службе, работу выполняет лишь по обязанности, нисколько не интересуясь её смыслом. Лучше всего его отношение к своим должностным обязанностям характеризуют его же собственные слова:

Боюсь, сударь, я одного смертельно,

Чтоб множество не накоплялось их;

Дай волю вам, оно бы и засело;

А у меня, что дело, что не дело,

Обычай мой такой:

Подписано, так с плеч долой. 
Служба для Фамусова является не полезной деятельностью, не средством заработка и даже не службой отечеству — служба просто является непременным атрибутом дворянина. И чин в табели о рангах прямо указывает на ту степень уважения, которую проявляет Фамусов к человеку:

Покойник был почтенный камергер,

С ключом, и сыну ключ умел доставить;
Также одной из претензий к Чацкому он высказывает: «А, главное, поди-тка послужи.»
Как и подобает московскому дворянину, большое внимание уделяет родственным связям, что позволяет ему при случае упомянуть о родственных отношениях в разговоре с важным для себя человеком:

Позвольте нам своими счесться,

Хоть дальними, — наследства не делить;
Дальними родственниками окружает себя и на службе, всячески продвигая их вне зависимости от их умения выполнять работу:

Нет! я перед родней, где встретится, ползком;

Сыщу её на дне морском.

При мне служащие чужие очень редки;

Все больше сестрины, свояченицы детки;

Один Молчалин мне не свой,

И то затем, что деловой.

Как станешь представлять к крестишку ли, к местечку,

Ну как не порадеть родному человечку!.
«…Брюзглив, неугомонен, скор,
Таков всегда, а с этих пор…» Софья
«Как все московские, ваш батюшка таков:
Желал бы зятя он с звездами да с чинами» Лиза
«Забрать бы книги бы да сжечь» Фамусов
«Ученость – вот чума, ученье – вот причина» Фамусов

## Действие
Внезапное появление в доме Чацкого выбивает Фамусова из колеи. Павел Афанасьевич опасается, что в его размеренную и упорядоченную жизнь «франт-приятель»  Чацкий способен внести ненужную суету и оживление. Для успокоения самого себя Фамусов занимается традиционным, ставшим уже ритуалом занятием: составлением календаря.
Это наглядно показывает всю распланированность жизни Фамусова: он строит планы не только на известные события, но и ещё только ожидаемые:

Пиши: в четверг, одно уж к одному,

А может в пятницу, а может и в субботу,

Я должен у вдовы, у докторши, крестить.

Она не родила, но по расчету

По моему: должна родить…
Этот же календарь демонстрирует всем всю глубину повседневных интересов Фамусова: «Во вторник зван я на форели», «В четверг я зван на погребенье», «Я должен у вдовы, у докторши, крестить» — еда, смерть, рождение, причём еда стоит на первом месте.
Как и для других персонажей комедии современники Грибоедова искали для Павла Фамусова реальный прототип, но, как и другие персонажи, Фамусов — собирательный образ. Для создания единственного образа, охватывающего все «средние» взгляды дворянского общества, Грибоедов даже убрал из комедии роль его жены, которая присутствовала в первоначальных замыслах. Именно Павел Фамусов (фамилия героя тоже говорящая: (лат. fama — молва, слух, общественное мнение) — олицетворение всего того общества, против которого выступает Чацкий. Фамусов не так ограничен, как Скалозуб, не так многоличен как Молчалин, не так одиозен, как гости на устроенном им вечере. Он обладает собственной точкой зрения на происходящие в обществе процессы и он последовательно стоит на её защите.
Фамусов — как и подобает представителю «века минувшего», убеждённый крепостник, готовый даже за незначительные прегрешения сослать в Сибирь «на поселенье» своих крепостных. Фамусов — яростный ненавистник просвещения, считая что ученье и учёность несут смуту и безумие в его устоявшийся мир.
Павел Фамусов уже не молод, и несмотря на всю свою разумность, просто не успевает за происходящими в жизни переменами. Об этом свидетельствуют все его неудачные попытки разобраться в интригах и чувствах молодёжи: сначала его запутывает Софья своими загадочными снами, затем смущает и пугает речами Чацкий. Даже Молчалину не стоит трудов обвести Фамусова вокруг пальца. Павел Афанасьевич решительно ничего не может противопоставить тому новому, что олицетворяет собой Чацкий, кроме опыта предыдущих поколений, а именно этот опыт Чацкий и отвергает.
Единственным средством защиты от «окаянного волтерьянца» оказывается притворная глухота. Фамусов делает вид, что просто не слышит Чацкого: «Не слушаю! под суд! под суд!». Ему даже не приходит в голову применить против Чацкого его же собственные приёмы: насмешку и иронию, он полагает, что подобные методы не к лицу дворянину. Однако же, как только он узнаёт, что появились слухи о сумасшествии Чацкого, он одним из первых их горячо поддерживает:

…Я первый, я открыл!

Давно дивлюсь я, как никто его не свяжет!
Даже в этой ситуации проявляется степень влияния общественного мнения на действия Фамусова. Он не может первым начать высмеивать Чацкого, но как только он видит, что мнение почтенного общества уже изменило в отношении Чацкого рамки приличия, то он всеми силами стремится не отстать от сложившейся ситуации. Те слова, которые он совсем недавно из боязни «не слышал», притворяясь глухим, он моментально вспоминает и ставит Чацкому в упрёк:

Попробуй о властях — и нивесть что наскажет!

Чуть низко поклонись, согнись-ка кто кольцом,

Хоть пред монаршиим лицом,

Так назовет он подлецом!..
И всё же, несмотря на все усилия Фамусова, Чацкому удаётся сломать привычный образ жизни последнего. Разлад в семье, потеря уважения общества: «Ах! Боже мой! что станет говорить\\Княгиня Марья Алексевна!»

## Критика
Литературная критика обычно не разделяет образ Павла Фамусова с тем обществом, которое он представляет. Появился даже специальный термин: «фамусовщина».
Николай Гоголь, один из видных критиков комедии так писал о Фамусове:
Тип Фамусова так же глубоко постигнут… как хвастается Простакова своим невежеством, он хвастается полупросвещением, как собственным, так и всего того сословия, к которому принадлежит: хвастается тем, что московские девицы верхние выводят нотки, словечка два не скажут, все с ужимкой; что дверь у него отперта для всех, как званых, так и незваных, особенно для иностранных; что канцелярия у него набита ничего не делающей родней. Он и благопристойный степенный человек, и волокита, и читает мораль, и мастер так пообедать, что в три дни не сварится. Он даже вольнодумец, если соберется с подобными себе стариками, и в то же время готов не допустить на выстрел к столицам молодых вольнодумцев, именем которых честит всех, кто не подчиняется принятым светским обычаям их общества.

## Исполнители роли
Колоритный, тщательно прорисованный образ Павла Фамусова привлекал внимание многих великих актёров. Его роль на сцене российских театров исполняли: Щепкин, Михаил Семёнович (1831), Самарин, Иван Васильевич (1864), Ленский, Александр Павлович (1887), Давыдов, Владимир Николаевич (1886), Станиславский, Константин Сергеевич (1906, 1914), Ильинский, Игорь Владимирович (1963), Царёв, Михаил Иванович (1963), Полицеймако, Виталий Павлович (1962), Папанов, Анатолий Дмитриевич (1975), Соломин, Юрий Мефодьевич (2002), Сорокин, Николай Евгеньевич (2003).